# 莱内罗勒
莱内罗勒（法語：Les Neyrolles，法語發音：[le nɛʁɔl] ⓘ）是法国东部安省的一个市镇，位于该省东部偏北，属于楠蒂阿区。

## 地理
莱内罗勒（46°8'30"N, 5°38'1"E）面积9.5 平方千米，位于法国奥弗涅-罗讷-阿尔卑斯大区安省，该省份为法国东部省份，北起汝拉省，西北接索恩-卢瓦尔省，西接罗讷省和里昂大都会，南至伊泽尔省，东与萨瓦省、上萨瓦省和瑞士接壤。
与莱内罗勒接壤的市镇（或旧市镇、城区）包括：布雷诺、沙里、楠蒂阿、勒普瓦扎-拉莱里亚、圣马丹迪弗雷讷、上瓦尔罗梅。
莱内罗勒的时区为UTC+01:00、UTC+02:00（夏令时）。

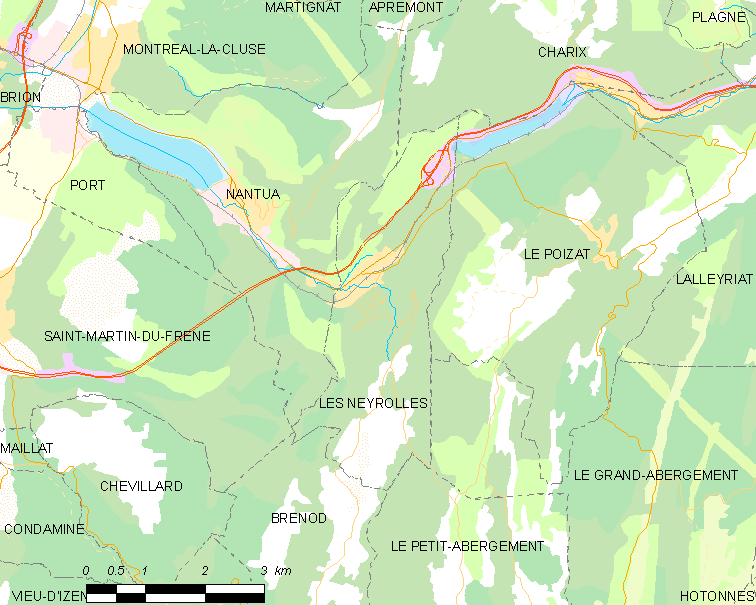
莱内罗勒的OSM定位图

## 行政
莱内罗勒的邮政编码为01130，INSEE市镇编码为01274。

## 政治
莱内罗勒所属的省级选区为楠蒂阿县。

## 人口

1962-2008年间莱内罗勒人口变化图示

莱内罗勒于2022年1月1日时的人口数量为623人。